# Matthieu Ladagnous
Matthieu Ladagnous (Pau, 12 dicembre 1984) è un ex ciclista su strada ed ex pistard francese, è stato professionista dal 2006 al 2023.

## Carriera
Professionista su strada dal 2006, ha ottenuto alcune vittorie e diversi piazzamenti, specialmente nelle classiche del nord. Attivo anche su pista, ha partecipato ai Giochi olimpici di Atene 2004 e Pechino 2008 come componente del quartetto francese di inseguimento a squadre e della coppia dell'americana insieme a Jérôme Neuville.

## Palmarès

### Strada
- 2005 (Juniores)

Prologo Internationale Mainfranken-Tour
Classifica generale Internationale Mainfranken-Tour
2ª tappa, 1ª semitappa Kreiz Breizh Espoirs (Callac > Callac)
3ª tappa Kreiz Breizh Espoirs (Carhaix > Rostrenen)
Classifica generale Kreiz Breizh Espoirs
- 2006 (Française des Jeux, una vittoria)

5ª tappa Tour Méditerranéen (La Londe-les-Maures > Hyères)
- 2007 (Française des Jeux, due vittorie)

5ª tappa Quatre Jours de Dunkerque (La Bassée > Cassel)
Classifica generale Quatre Jours de Dunkerque
- 2009 (Française des Jeux, tre vittorie)

1ª tappa La Tropicale Amissa Bongo (Franceville > Akieni)
Classifica generale La Tropicale Amissa Bongo
La Poly Normande
- 2011 (FDJ, tre vittorie)

1ª tappa Tour de Wallonie (Amay > Banneux)
3ª tappa Tour du Limousin (Lanouaille > St Yrieix La Perche)
4ª tappa Tour du Limousin (Lacs de Haute Charente > Limoges)
- 2013 (FDJ, due vittorie)

Boucles de l'Aulne
3ª tappa Tour du Limousin (Ussac > Chamboulive)

#### Altri successi
- 2007 (Française des Jeux)

Classifica giovani Quatre Jours de Dunkerque
Classifica giovani Circuit de la Sarthe
- 2016 (FDJ)

1ª tappa La Méditerranéenne (Banyoles > Banyoles, cronometro a squadre)

### Pista
- 2001

Campionati europei, Americana Under-23 (con Fabien Patanchon)
- 2002

Campionati del mondo Juniores, Americana (con Tom Thiblier)
Campionati francesi, Inseguimento individuale Juniores
- 2003

Campionati europei, Americana Under-23 (con Fabien Patanchon)
Campionati francesi, Corsa a punti Under-23
- 2004

Campionati francesi, Inseguimento individuale Under-23
Campionati francesi, Americana (con Fabien Patanchon)
- 2005

Campionati francesi, Inseguimento a squadre (com Anthony Langella, Fabien Sanchez e Mickaël Malle)
- 2006

Campionati francesi, Inseguimento a squadre (con Mickaël Delage, Jonathan Mouchel, Mikaël Preau e Sylvain Blanquefort)
- 2011

Campionati francesi, Inseguimento individuale

## Piazzamenti

### Grandi Giri
- Giro d'Italia

2017: 97º
2018: ritirato (21ª tappa)
- Tour de France

2007: 112º
2010: 90º
2012: 85º
2014: 76º
2015: 71º
2016: ritirato (9ª tappa)
2019: 126º
2020: 94º
- Vuelta a España

2008: 89º
2009: 63º
2016: 98º
2020: ritirato (11ª tappa)

### Classiche monumento
- Milano-Sanremo

2011: 61º
2012: 70º
2013: 100º
2014: 85º
2015: 32º
2016: 86º
2017: 62º
2018: 63º
2019: 120º
- Giro delle Fiandre

2008: 94º
2009: 108º
2010: 51º
2011: ritirato
2012: 16º
2013: 5º
2014: 69º
2015: ritirato
2016: ritirato
2017: 34º
- Parigi-Roubaix

2008: 83º
2009: 59º
2010: 41º
2011: ritirato
2012: 12º
2013: ritirato
2014: 32º
2015: ritirato
2016: ritirato
2017: 45º
- Liegi-Bastogne-Liegi

2020: 99º
2021: 105º
2022: 94º
2023:  ritirato 
- Giro di Lombardia

2006: ritirato
2008: 88º
2010: ritirato
2017: ritirato
2018: ritirato
2021: ritirato
2022: ritirato

### Competizioni mondiali
- Campionati del mondo su strada

Madrid 2005 - In linea Under-23: 42º
Valkenburg 2012 - Cronosquadre Elite : 22º
Toscana 2013 - Cronosquadre Elite: 15º
Ponferrada 2014 - Cronosquadre Elite: 11º
Richmond 2015 - Cronosquadre Elite: 11º
- Campionati del mondo su pista

Melbourne 2002 - Americana Juniors: vincitore
Bordeaux 2006 - Americana: 10º
Palma di Maiorca 2007 - Corsa a punti: 6º
Palma di Maiorca 2007 - Americana: 9º
Manchester 2008 - Inseguimento a squadre: 6º
Manchester 2008 - Americana: 7º
- Giochi olimpici

Atene 2004 - Inseguimento a squadre: 7º
Atene 2004 - Americana: ritirato
Pechino 2008 - Inseguimento a squadre: 8º
Pechino 2008 - Americana: 7º

### Competizioni europee
- Campionati europei su pista

Brno 2001 - Americana Under-23: vincitore
Mosca 2003 - Americana Under-23: vincitore
Mosca 2003 - Inseguimento individuale Under-23: 10°
Mosca 2003 - Scratch Under-23: 6°
Valencia 2004 - Scratch Under-23: 3°
Fiorenzuola d'Arda 2005 - Corsa a punti Under-23: 2°
Olanda 2007 - Americana: 5°
Belgio 2009 - Derny: 8°